# Arequipa-Vespermaus
Die Arequipa-Vespermaus (Calomys achaku) ist ein wenig erforschtes Nagetier aus der Gattung der Vespermäuse (Calomys) in der Familie der Wühler (Cricetidae). Sie wurde 2010 von Horacio Zeballos im Colca-Tal in der Andenregion Arequipa im Südwesten Perus in 3292 m Höhe entdeckt und 2014 wissenschaftlich beschrieben. Das Artepitheton achaku bedeutet Maus in der Aymara-Sprache.

## Merkmale
Die Kopf-Rumpf-Länge beträgt 65 bis 99 mm, die Schwanzlänge 59 bis 80 mm, die Ohrenlänge 14,1 bis 21 mm, die Hinterfußlänge 14,6 bis 20 mm und das Gewicht 17 bis 28 g. Die Arequipa-Vespermaus ist eine kleine Art, deren kurzer Schwanz etwa 83,4 Prozent der Kopf-Rumpf-Länge beträgt. Der Rücken ist hellgrau bis braungräulich. In einigen Exemplaren ist das Fell mit orangefarbenen Haaren vermischt. Der Bauch ist weiß.

## Lebensraum und Lebensweise
Die Arequipa-Vespermaus bewohnt Grasland, Buschland, Felder sowie Parzellen von Polylepis-Wäldern in den Hochanden. Die Vegetation wird von Stipa ichu, Festuca orthophylla und Parastrephia lepidophylla dominiert. Die Nahrung besteht weitgehend aus Insekten. Weiteres ist über die Lebensweise nicht bekannt.